# Historias (Polibio)
Las Historias (en latín, Historiae) son un conjunto de libros escritos por el historiador griego Polibio (203-120 a. C.) compuesto por un total de cuarenta volúmenes. Solo han llegado hasta hoy día enteros los primeros cinco. Del resto de la obra se conservan solo fragmentos (excepto el cuadragésimo libro que es el índice). La mayor parte de los textos se conservaron en las bibliotecas de Bizancio. Los textos de Polibio no llegaron a Europa hasta el siglo XV. Posee la característica de ser uno de los primeros historiadores (junto con Tucídides) en excluir la acción divina entre las causas materiales y sus consecuencias.

## Contenido de la obra
El contenido de la obra se centra en la historia de la época. Se puede decir que Polibio empieza la narración en el año 264 a. C. y la termina el año 146 a. C. No obstante, se puede decir que abarca un intervalo de tiempo de cerca de cincuenta y tres años. Este periodo de 220 a. C. hasta 167 a. C. es en el que Roma subyuga a Cartago empezando a ser una potencia marítima en el mar Mediterráneo. Los libros I hasta el V son una introducción que describe el ambiente existente en las zonas de influencia de Roma, haciendo descripción de cada paísː Egipto, Grecia, Hispania, y trata extensivamente la primera guerra púnica y la segunda guerra púnica. En el libro VI empieza con un tema diferente y describe la constitución de los romanos, mostrando el poder de los cónsules, el Senado y el pueblo.
Llega a la conclusión de que la constitución romana es exitosa debido a que es una mezcla de reglas y normas propias de los romanos y de otros países helenísticos. El resto del libro es una narración acerca de las incursiones de los romanos contra Cartago durante los cincuenta y tres años que abarca la descripción del libro, narra historias de lucha entre Aníbal y Escipión el Africano. En el libro XII discute los méritos de Timeo, mencionando su peculiar estilo de narrar la historia. De esta forma Polibio es notable en la descripción del crecimiento del poder de Roma durante este periodo tan crítico.

## Enlaces externos

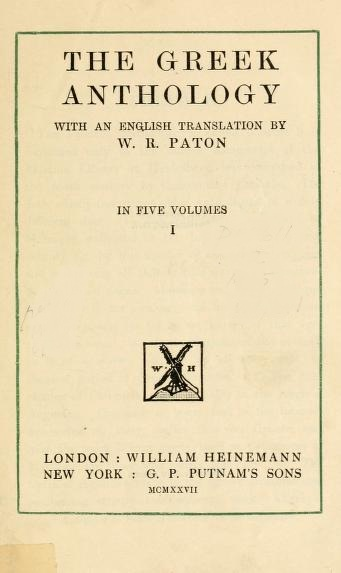
Portada del primer volumen de una edición de 1927.